# 이민우 (기자)
이민우(1972년~)는 대한민국의 KBS 기자이다.

## 학력
- 보성고등학교 80회 졸업

## 경력
- 1997년: KBS 기자 입사
- 2018년: KBS 베를린 특파원
- 2020년~2021년: KBS 통합뉴스룸 뉴스제작1부장
- 2021년: KBS제주방송총국 보도국장
- 2023년: KBS 보도본부 기자
- 2023년 11월~2024년 12월: KBS 보도본부 통합뉴스룸[취재1] 네트워크부장
- 2024년 12월~: KBS 보도시사본부 보도국 주간[취재1]

## 진행
- KBS 8 아침뉴스타임 임시 진행(2011년 8월 8일~12일)
- KBS 뉴스라인(2020년 6월 29일~2021년 4월 22일)
- KBS 뉴스 6(2023년 5월 29일~11월 13일)